# Jean-François Pradeau
Pour les articles homonymes, voir Pradeau.
Jean-François Pradeau est un historien de la philosophie français, né en 1969, ancien élève de l'École normale supérieure de Fontenay-Saint-Cloud, agrégé (1991) et docteur en philosophie, spécialiste de philosophie antique, notamment de Platon et de Plotin.
Ancien maître de conférences à Nanterre, il enseigne à l'Université Jean Moulin Lyon 3 en tant que professeur des universités. Il a créé la Revue des études platoniciennes et en est le directeur de publication.

## Engagement politique
Jean-François Pradeau a été candidat pour Les Verts lors des élections législatives de 1997 dans la troisième circonscription des Deux-Sèvres.
Il est conseiller au cabinet de Nathalie Kosciusko-Morizet, au secrétariat d'État chargée de la prospective et du développement de l'économie numérique, puis au ministère de l’Écologie, du Développement durable, des Transports et du Logement.
Il publie en novembre 2016 Sur la route du front, ouvrage analysant la situation politique française et, en particulier, la montée de l'extrême-droite, à la lumière de la philosophie politique antique et notamment platonicienne.

## Travail sur Platon
Il a traduit et présenté plusieurs ouvrages de Platon, notamment dans la collection GF Flammarion :
- Alcibiade (avec Chantal Marbœuf)
- Critias (publié chez Belles Lettres)
- Hippias Majeur et Hippias Mineur (avec Francesco Fronterotta)
- Ion (publié chez Ellipses)
- Les Lois (avec Luc Brisson)
- Philèbe
- Le Politique (avec Luc Brisson)

Il est l'auteur des Mythes de Platon, ainsi que de plusieurs livres sur la pensée politique de Platon : Platon et la cité, Platon, les démocrates et la démocratie. Sa thèse de doctorat portait sur le mythe de l'Atlantide chez Platon.

## Autres
Il a traduit et présenté les Fragments d'Héraclite, ainsi que plusieurs traités de Plotin, en collaboration avec Luc Brisson.